# Gajewo (gromada)
Gajewo (od 1 I 1958 Giżycko) – dawna gromada, czyli najmniejsza jednostka podziału terytorialnego Polskiej Rzeczypospolitej Ludowej w latach 1954–1972.
Gromady, z gromadzkimi radami narodowymi (GRN) jako organami władzy najniższego stopnia na wsi, funkcjonowały od reformy reorganizującej administrację wiejską przeprowadzonej jesienią 1954 do momentu ich zniesienia z dniem 1 stycznia 1973, tym samym wypierając organizację gminną w latach 1954–1972.
Gromadę Gajewo z siedzibą GRN w Gajewie utworzono – jako jedną z 8759 gromad na obszarze Polski – w powiecie giżyckim w woj. olsztyńskim na mocy uchwały nr 13 WRN w Olsztynie z dnia 4 października 1954. W skład jednostki weszły obszary dotychczasowych gromad Antonowo, Świdry i Spytkowo ze zniesionej gminy Giżycko oraz miejscowości Gajewo, Imionki i Zameczek wyłączone z miasta Giżycka w powiecie giżyckim, a także obszar dotychczasowej gromady Sołdany ze zniesionej gminy Pozezdrze w powiecie węgorzewskim w tymże województwie. Dla gromady ustalono 15 członków gromadzkiej rady narodowej.
Gromadę zniesiono 1 stycznia 1958 w związku z przeniesieniem siedziby GRN z Gajewa do miasta Giżycka i zmianą nazwy jednostki na gromada Giżycko.